# Фінгалова печера
Фінгалова печера (англ. Fingal’s Cave, шотл. гел. Uamh-Binn) — відома морська печера на безлюдному острові Стаффа, що відноситься до Внутрішніх Гебридських островів у Шотландії.

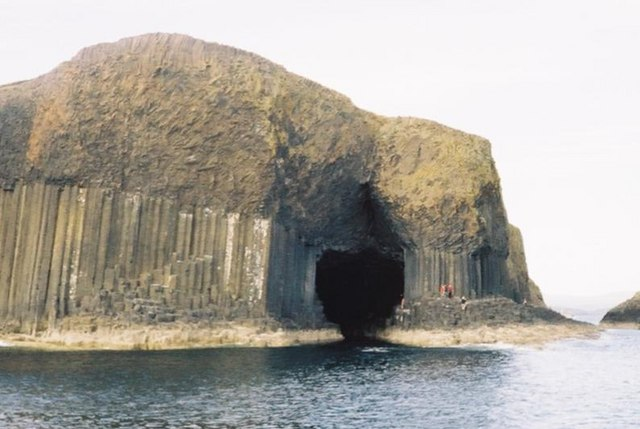

Популярність печера здобула через дивний зовнішній вигляд. Вона сформована з шестикутних базальтових колон, утворених вулканічною лавою ще у палеоцені (близько 66 млн років тому). Схожу структуру можна побачити у Північній Ірландії, відома Дорога Гігантів. Сама ж печера — це результат роботи моря. Морські хвилі протягом багатьох тисячоліть руйнували хвилями базальт.
Про історію острова Стаффа наразі нам мало що відомо. Фінгалова печера була ж відкрита англомовному світові у 1772 році натуралістом сером Джозефом Бенксі. Свою назву печера отримала на честь епічного героя поеми XVIII століття, написаної шотландцем поетом-істориком Джеймсом Макферсоном. Поема була написана на основі старих віршів кельтського барда III століття Ойсина. Героєм його віршів був легендарний персонаж ірландської міфології Фінн Мак Кума, якого Макферсон у своїх поемах представив як Фінгала.

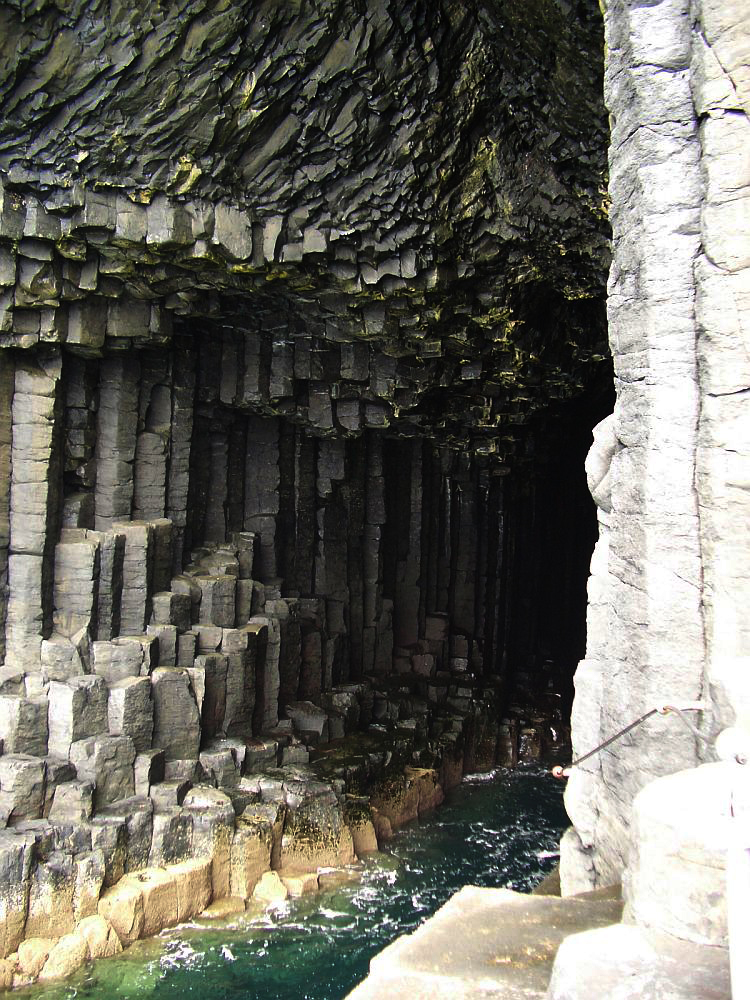
Базальтові колони на стінах печери

Фінгалова печера має арочний вхід і заповнена водами моря. Декілька місцевих туристичних компаній включили печеру у свої круїзні маршрути. Деякі маршрути передбачають зупинку на острові, де туристи мають можливість прогулятися пішки до печери. У 1829 році печеру відвідав німецький композитор Фелікс Мендельсон. Натхненний луною, Мендельсон присвятив їй у 1832 році увертюру — «Гебриди», або «Фінгалова печера». Фінгалова печера настільки стала популярна, що її відвідали відомі персони XIX століття: Жюль Верн, Джозеф Тернер, Вільям Вордсворт, Джон Кітс, Альфред Теннісон і навіть Королева Вікторія. А шотландський письменник Вальтер Скотт настільки був вражений нею, що сказав: «Це одне з найбільш незвичайних місць, які мені пощастило побачити. Її вигляд перевершив все, що доводилося мені про неї чути. Печера складається з базальтових колон рівних висотою сводам собору, що йдуть глибоко в товщу скелі і споконвіку омиваних глибокими морськими хвилями. Немов би вимощена мармуром, вона не піддається опису словами».
Сьогодні Фінгалова печера входить до складу однойменного шотландського заповідника. Це одне з найпопулярніших місць Шотландії. Розміри її порівняно невеликі. Згідно з різними джерелами є різні цифри; за одними її висота сягає 20 метрів, а глибина 66 метрів, за іншими — 22 на 45 метрів, а за третіми — 23 на 85 метрів. Печера має унікальну акустику завдяки вигнутому склепінню, на кшталт куполу. Звуки прибою віддаються по всій печері. Туристи можуть потрапити у всередину по вузькій доріжці над водою. З печери можна розрізнити обриси священного острова Йона — місця поховання стародавніх шотландських королів.